# Грациано Бини
Грациано Бини (на италиански: Graziano Bini) роден на 7 януари 1955 г. в Сан Даниеле По е бивш италиански футболист, либеро.
Юноша на ФК Интер, Бини дебютира за прима отбора на 7 май 1972 г. в мач срещу Сампдория, завършил 0 – 0. След години на чакане и търсене на правилния пост, през 1978 г. Грациано Бини облича фланелката с номер 6 на Интер и става неизменен титулярен либеро на отбора. С тази фланелка става шампион на Италия през 1979-80 и печели две купи на Италия, като на първия финал вкарва победния гол срещу отбора на Наполи.
Последните два сезона от кариерата си прекарва в Серия Б, където играе за ФК Дженоа.

## Отличия
- Шампион на Италия: 1

Интер: 1979/80
- Копа Италия: 2

Интер: 1978, 1982
| Капитани на ФК Интер | Капитани на ФК Интер      | Капитани на ФК Интер |
| -------------------- | ------------------------- | -------------------- |
| Предшественик        | Период                    | Наследник            |
| Джачинто Факети      | Грациано Бини 1978 – 1985 | Алесандро Алтобели   |